# 安祖祖魯貝
18°13′12″S 47°31′12″E / 18.22000°S 47.52000°E

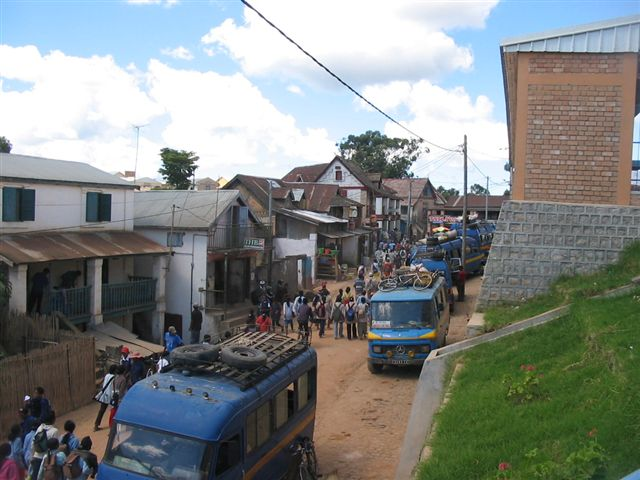
安祖祖魯貝

安祖祖魯貝，是馬達加斯加的城鎮，位於該國中部，由阿那拉芒加區負責管轄，是安祖祖魯貝區的首府，處於首都塔那那利佛東北面90公里，2005年人口17,802。